# Larry Mullen
Lawrence Joseph Mullen, Jr., detto Larry (Dublino, 31 ottobre 1961), è un batterista e compositore irlandese, noto per militare nel gruppo musicale rock U2.
Nel 2005 è stato inserito nella Rock and Roll Hall of Fame come membro degli U2.

## Biografia
Larry cresce con i genitori (Larry senior e Maureen) e due sorelle: Cecilia (nata nel 1957) e Mary (nata nel 1964) ad Artane, un sobborgo di Dublino. Mary morì nel 1970 a soli sei anni quando Larry ne aveva nove. Nel 1978, la madre Maureen morì invece in un incidente stradale.
Larry ha una compagna dai tempi del liceo, Ann Acheson, con cui ha avuto tre figli: Aaron Elvis (nato il 4 ottobre 1995), Ava (nata il 23 dicembre 1998) e Ezra (nato l'8 febbraio 2001).
La famiglia Mullen vive a Howth, un sobborgo a nord di Dublino. È ben noto l'amore di Larry per almeno un paio di miti americani: Elvis Presley (lo si vede visitare la casa e la tomba di Presley nel documentario-concerto degli U2, diretto da Phil Joanou, Rattle and Hum, e ha chiamato il suo primo figlio con i nomi di battesimo della star americana) e le moto Harley-Davidson. È anche un grande fan della nazionale di calcio irlandese, per cui produsse la pubblicazione del brano musicale Put 'Em Under Pressure in occasione del campionato mondiale di calcio del 1990.
Nel 2011, Mullen ricopre il ruolo del co-protagonista insieme a Donald Sutherland nel film Man on the Train, di Mary McGuckian.

## La musica
Per volere dei genitori Larry cominciò a prendere lezioni di pianoforte all'età di otto anni. Non ci mise troppo ad accorgersi che preferiva suonare le percussioni così nel 1970 sua sorella Cecilia gli regalò la sua prima batteria.
Larry prese lezioni di batteria suonò il tamburo in diverse bande come la "Artane Boys Band" (storica banda dublinese fondata nel 1972). Lo stile marziale di queste bande formò il suo personalissimo sound che è stato ed è tuttora uno dei marchi di fabbrica della musica degli U2.

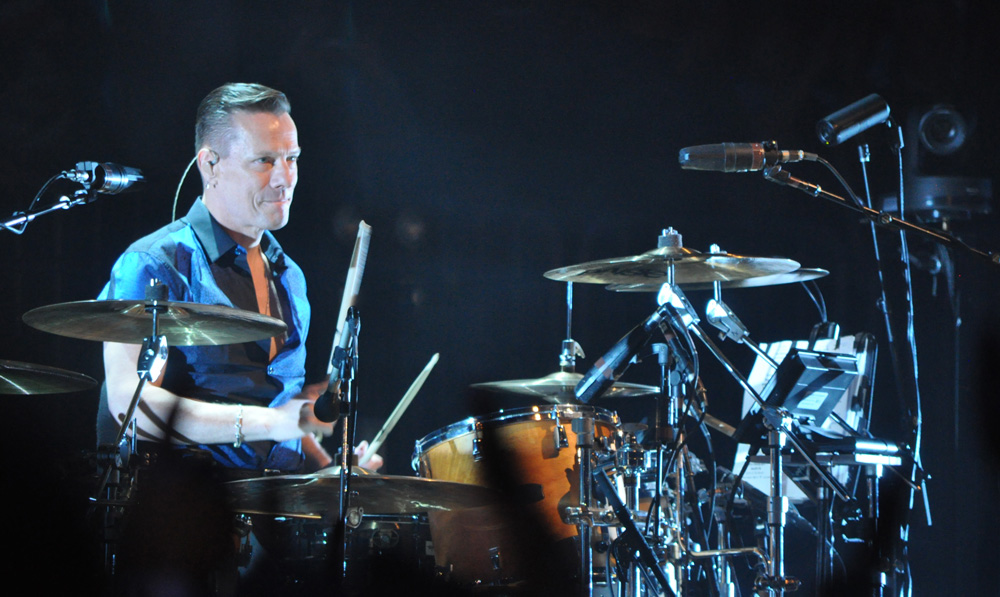
Larry Mullen

Il 20 settembre 1976, Larry mise un volantino nella bacheca della Mount Temple Comprehensive School a Dublino, per cercare compagni con cui formare una band. I ragazzi che si trovarono pochi giorni dopo a provare nella cucina di Larry erano Paul Hewson (Bono), Dave Evans (The Edge) e suo fratello Dick.
Larry Mullen, insieme ad Adam Clayton, ha reinterpretato e registrato il "main theme" per la  colonna sonora del remake del 1996 del film Mission: Impossible. Nel 1997 il disco Theme From Mission: Impossible fu nominato per un Grammy Award nella categoria Best Pop Instrumental Performance.
Oltre al suo ruolo stabile negli U2, Larry ha collaborato con altri artisti come Nancy Griffith, Emmylou Harris, B.B. King, Daniel Lanois, Robbie Robertson, Alice Cooper e altri.

## Discografia

### Con gli U2
- Boy (1980)
- October (1981)
- War (1983)
- Under a Blood Red Sky (1983)
- The Unforgettable Fire (1984)
- The Joshua Tree (1987)
- Rattle and Hum (1988)
- Achtung Baby (1991)
- Zooropa (1993)
- Pop (1997)
- All That You Can't Leave Behind (2000)
- How to Dismantle an Atomic Bomb (2004)
- No Line on the Horizon (2009)
- Songs of Innocence (2014)
- Songs of Experience (2017)

### Con il progetto Passengers
- Original Soundtracks 1 (1995)

## Filmografia
- Rattle and Hum, regia di Phil Joanou (1988) - se stesso (documentario-concerto sugli U2)
- Entropy - Disordini d'amore, regia di Phil Joanou (1999) - se stesso
- Linear, regia di Anton Corbijn (2009) - se stesso (documentario sugli U2)
- Man on the Train, regia di Mary McGuckian (2011) - il ladro
- Mille volte Buona notte, regia di Erik Poppe (2013) - Tom